# Badis siamensis
Сіа́мський ба́діс (Badis siamensis) — тропічний прісноводний вид риб з родини бадієвих (Badidae).
Вид мало описаний в літературі, дуже рідко трапляється в колекціях акваріумістів. У старих виданнях фігурує як підвид риби-хамелеона Badis badis siamensis.

## Поширення
Поширений на півдні Таїланду, в обмеженому регіоні на західному узбережжі Малайського півострова, включаючи острів Пхукет, це провінції Ранонг, Пхангнга, Пхукет, Крабі, Транг і Сатун. Ендемік півострівної частини Таїланду.
Як і інші види бадісів, надає перевагу неглибоким річкам з повільною течією і густою водяною рослинністю. Харчуються ці риби дрібними ракоподібними, черв'яками, личинками комах та іншим зоопланктоном.

## Опис
Довжина самців 5-6 см, самок — близько 4 см.
У спинному плавці 15-18 твердих променів і 7-10 м'яких, в анальному 3 твердих і 6-8 м'яких. Хребців 26-28. У бічній лінії 25-26 лусок.
Самки дрібніші за самців і мають круглясту форму тіла. У самців трохи подовжені плавці.

## Забарвлення
Основне забарвлення самця оливкове, але воно сильно залежить від емоційного стану риб. За переляку воно стає практично сірим, а у збуджених риб, навпаки, набуває контрастного коричневого кольору.
На цьому тлі вздовж боків 6-7 горизонтальних рядів крапок, забарвлення яких також може змінюватись від цеглистого до чорного. На корені хвостового плавця розташовані три нечітких темних плями. Спинний, анальний і черевні плавці мають білу облямівку.
Самка має схоже, але трохи простіше забарвлення.
Сіамського бадіса легко сплутати з Badis khwae і Badis ruber. Відмінності полягають у характері темних плям на хвостовому стеблі. Ці три види об'єднуються в групу B. ruber.

## Утримання в акваріумі
Пару або невелику групу риб тримають в акваріумі місткістю близько 80 літрів або більше. Тримаються біля дна, рухаються повільно, більшу частину часу проводять у схованках. Самці поводять себе територіально, у стосунках між собою виявляють агресію, особливо в невеличких акваріумах. Натомість на інших риб не звертають уваги.
Параметри води: температура 22-26 °C, твердість 2-12°dGH, показник pH6,5-7,5. Сіамським бадісам потрібна більш висока температура води, в порівнянні з іншими представниками роду.
Акваріум декорують корінням, корчами, камінням, шкаралупами кокосового горіха. Можна засадити його рослинами. На дно вкладають шар великозернистого річкового піску або дрібного гравію.
Сухий корм ці рибки на їдять.
Нерестяться в печерах.